# Hnízdo

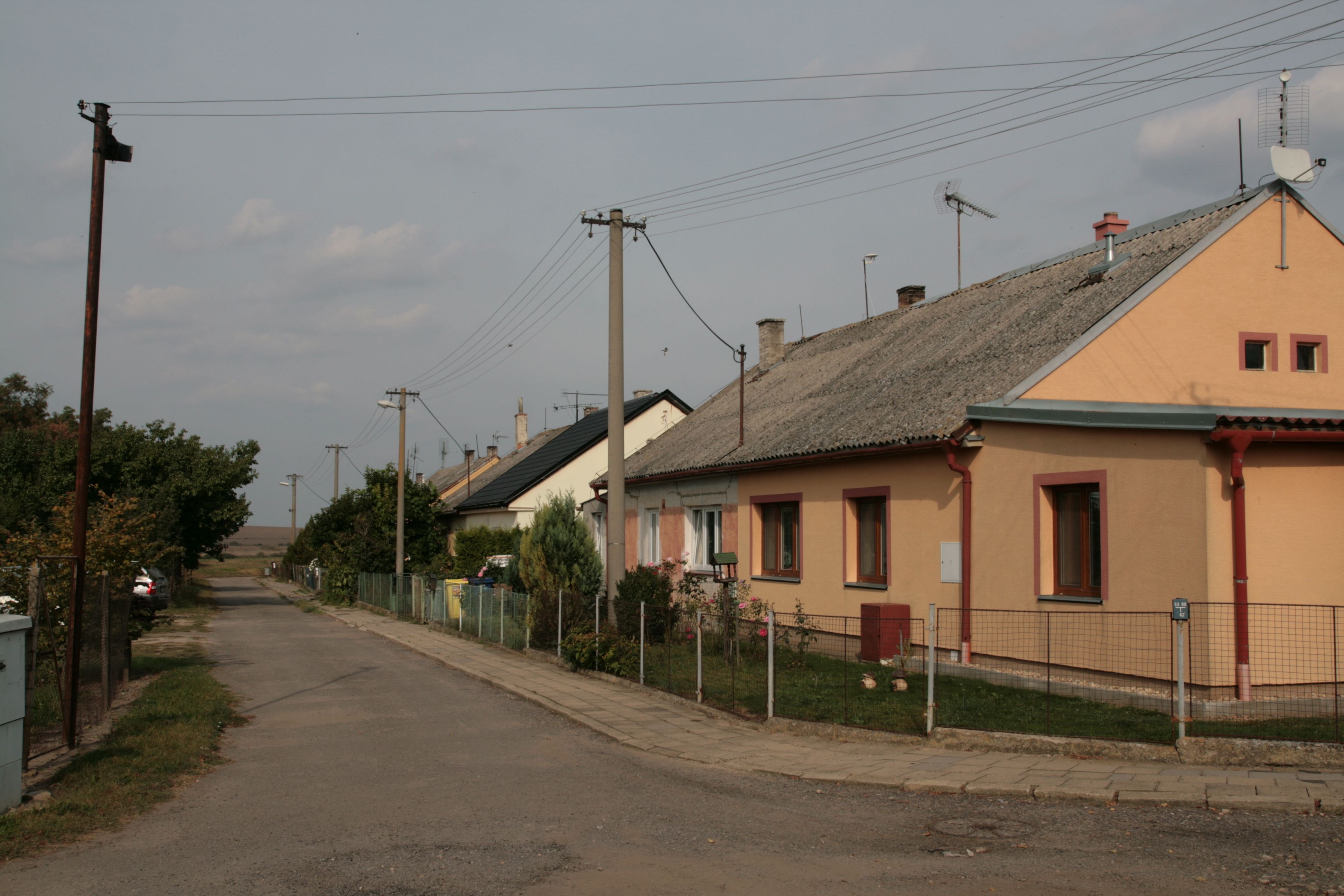
Häuser im nördlichen Teil des Dorfes

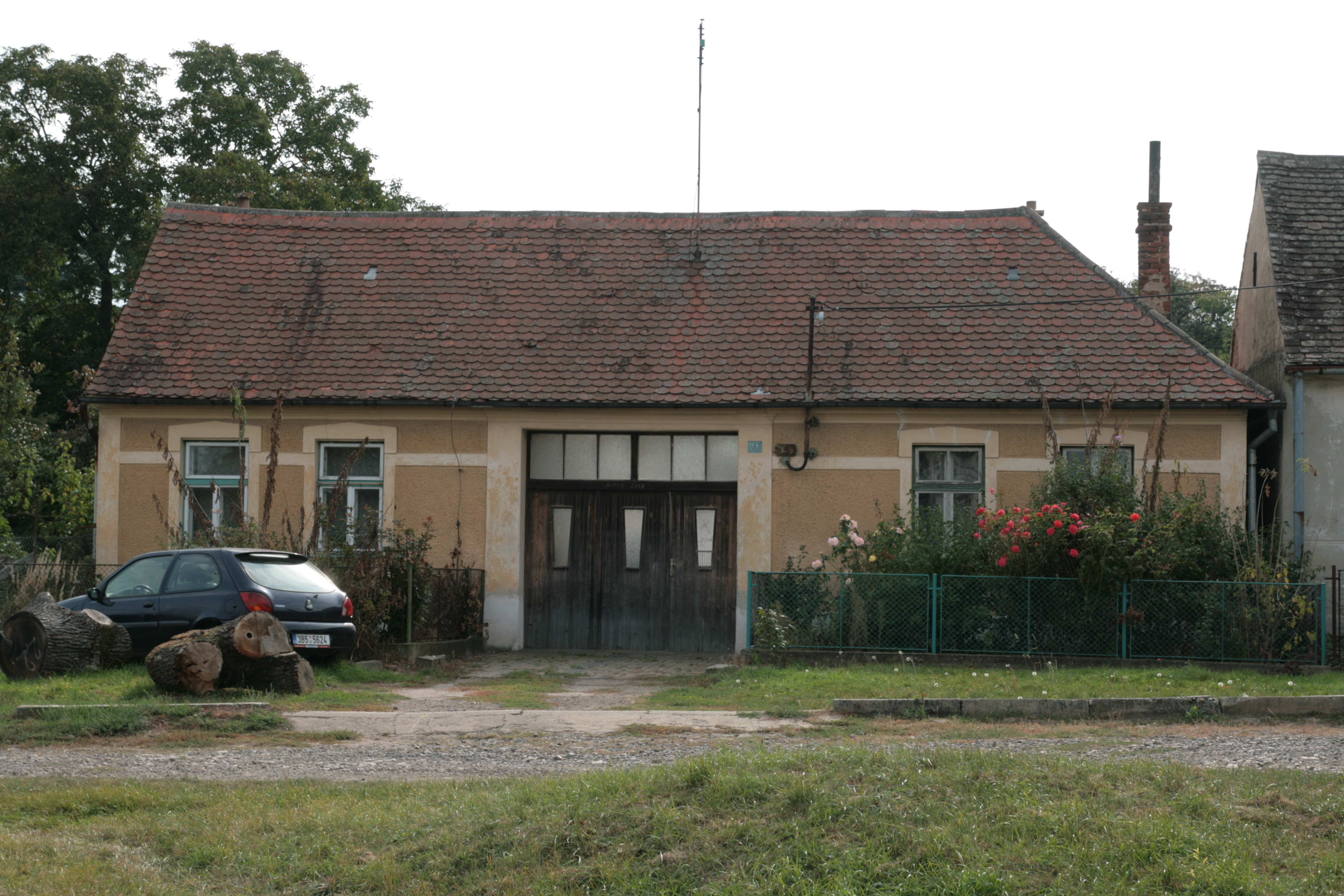
Haus Nr. 24

Hnízdo, bis 1949 Knast (deutsch Gnast) ist ein Ortsteil der Gemeinde Vrbovec in Tschechien. Er liegt zwölf Kilometer südöstlich von Znojmo und gehört zum Okres Znojmo.

## Geographie
Hnízdo befindet sich rechtsseitig über dem Tal des Daníž (Danischbach) in der Znojemská pahorkatina (Znaimer Hügelland). Nördlich erhebt sich der Strachotický vrch (237 m n.m.), im Südosten der Kočičí vrch (246 m n.m.) und der V Pustinách (Neugebirg, 280 m n.m.), südlich der Vinný vrch (Schatzberg, 294 m n.m.), im Südwesten die Staré vinice (293 m n.m.) und westlich der Chvalovický vrch (270 m n.m.). In den Weinbergen südlich des Dorfes steht die neogotische Burg Lampelberk.
Nachbarorte sind Načeratice und Derflice im Norden, Krhovice, Strachotice und Micmanice im Nordosten, Slup im Osten, Jaroslavice und Seefeld im Südosten, Ječmeniště im Süden, Hatě im Südwesten, Dyjákovičky im Westen sowie Vrbovec im Nordwesten.

## Geschichte
Die erste urkundliche Erwähnung des Dorfes erfolgte wahrscheinlich 1190 als Chegost (Céhošť) unter den Gütern, mit denen Herzog Konrad III. Otto das neugegründete Kloster Louka ausstattete. Der Ortsname Céhošť bzw. Záhvozd wandelte sich später in Gnast. In der ersten Hälfte des 14. Jahrhunderts gehörte Gnast zu den Besitzungen des Pertolt von Dubá und Lipá; er vermachte 1340 in seinem Testament dem Kloster Aulae sanctae Mariae in Altbrünn, wo er beigesetzt werden wollte, Einnahmen aus Gnast. Außerdem bestand in dem Dorf auch ein Freihof, dessen Besitzer die Edelknechte von Gnast waren. 1351 wurde Henslinus de Gnast, 1359 Syglein von Gnest, 1371 Henslinus dictus Meysner de Gnest alias de Schenaw und zuletzt 1406 Petrus de Gnast erwähnt.
Pertolt von Leipa verkaufte 1447 sein Erbe in Gnast als Zubehör der Joslowitzer Güter an Achaz Finkenheimer. Als dieser Joslowitz mit Gnast 1466 an Stephan Eyczinger von Eyczing veräußerte, protestierte Ludwig von Tavíkovice dagegen und machte erfolglos Ansprüche geltend. Dem Kloster Louka war Gnast noch zu Beginn des 16. Jahrhunderts zehntpflichtig. 1512 forderte Abt Johann VII. von Michael von Eyczing den Zehnt von Gnast, auf den sein Kloster ein besseres Recht hätte. In dieser Zeit erlosch das Dorf Gnast.
Im Jahre 1517 verkaufte Michael von Eyczing die Herrschaft Joslowitz mit dem Markt, der Burg und dem Hof Joslowitz, der Burg Hradek, den Dörfern Ober-Tajax und Lukau, der wüsten Burg Schenkenberg und der Oedung Gnast an Adam von Batschkowitz. Auf den Fluren des wüsten Dorfes ließ die Herrschaft Joslowitz später einen Schafhof anlegen, der Gnasterhof genannt wurde. Im Jahre 1834 bestand Gnast aus einem einschichtigen obrigkeitlichen Schafstall und war nach Zulb konskribiert. In der Mitte des 19. Jahrhunderts entstand beim Gnasterhof eine Kolonie.
Nach der Aufhebung der Patrimonialherrschaften bildete Gnast einen Ortsteil der Gemeinde Zulb im Gerichtsbezirk Joslowitz, die Katastralgemeinde führt den Namen Oedung Gnast. Ab 1869 gehörte die Siedlung zum Bezirk Znaim. 1869 hatte Gnast (mit Gerstenfeld) 232 Einwohner und bestand aus 48 Häusern. Zum Ende des 19. Jahrhunderts entstand der tschechische Ortsname Knast. Im Jahre 1900 lebten in Gnast und Gerstenfeld 326 Menschen, 1910 waren es 336. Eingepfarrt und eingeschult war die Siedlung nach Klein Tajax. Nach dem Ersten Weltkrieg zerfiel der Vielvölkerstaat Österreich-Ungarn, das Dorf wurde 1918 Teil der neu gebildeten Tschechoslowakischen Republik. Beim Zensus von 1921 lebten in den 12 Häusern von Gnast 82 Personen, davon 46 Deutsche und 36 Tschechen. 1930 hatten Gnast und Gerstenfeld zusammen 347 Einwohner und bestanden aus 69 Häusern. Nach dem Münchner Abkommen wurde Gnast 1938 dem Deutschen Reich zugeschlagen und dem Landkreis Znaim zugeordnet. Zwischen Juni 1944 und April 1945 bestand auf dem Gnasterhof ein Zwangsarbeitslager für ungarische Jüdinnen. Die meisten der deutschsprachigen Bewohner wurden nach dem Ende des Zweiten Weltkrieges vertrieben. 1949 wurde das Dorf in Hnízdo umbenannt. Im Jahre 1960 erfolgte die Umgemeindung nach Vrbovec, dabei wurde zugleich der Katastralbezirk Hnízdo mit dem von Vrbovec vereinigt. Beim Zensus von 2001 lebten in den 51 Häusern von Hnízdo 159 Personen.

## Ortsgliederung
Der Ortsteil Hnízdo ist Teil des Katastralbezirkes Vrbovec.